# Алергени
Алерге́н — антиген зовнішнього середовища, що ініціює реакцію гіперчутливості негайного типу.
Реакція гіперчутливості негайного типу (алергічна реакція негайного типу) є субстратом алергії, як захворювання.

## Різновиди алергенів за походженням
- побутові: домашній пил, книжковий пил, дафнії
- епідермальні: хутро, пух, перо, лупа, екскременти, слина домашніх тварин, епідерміс людини
- інсектні: синантропні мікрокліщі, таргани, жалячі і кровосисні комахи, павукоподібні
- пилкові: пилок рослин
- харчові: потенційно — будь-який продукт харчування, але особливо — червоні фрукти (полуниця, малина,, абрикос, цитрусові), молоко, риба і морепродукти, шоколад, горіхи
- лікарські: потенційно — будь-які лікарські препарати, в тому числі і протиалергічні
- грибкові: частіше плісняві і дріжджові гриби, як компонент домашнього пилу
- гельмінтні: антигени аскарид, гостриків, волосоголовців та інших гельмінтів